# Bâtiment de la faculté technique de Bor
Le bâtiment de la faculté technique de Bor (en serbe cyrillique : Зграда Техничког факултета у Бору ; en serbe latin : Zgrada Tehničkog fakulteta u Boru) se trouve à Bor, dans le district de Bor, en Serbie. Il est inscrit sur la liste des monuments culturels protégés de la république de Serbie (identifiant no SK 873).